# Стандартный пистолет
Стандартный пистолет (Спортивный пистолет) — термин в пулевой стрельбе, обозначающий пистолет предназначенный для ведения стрельбы на дистанцию 25 метров патронами кольцевого воспламенения, с регламентированными правилами соревнований требованиями. Основными ограничениями являются: длина прицельной линии, натяжение спуска и требования к рукояти.

## Прицел и длина прицельной линии
Разрешены только открытые прицелы. Длина прицельной линии не должна превышать 220 мм.

## Масса
Максимальная масса спортивного пистолета в соответствии с соревновательным регламентом должна составлять 1400 граммов. Минимальной регламентированной массы нет. Однако, следует отметить, что в случае со спортивным пистолетом она технически не может быть меньше 1000 граммов. В связи с сильной отдачей при выстреле, для стабильности положения пистолета необходима определённая масса. Преимуществом обладают модели, которые посредством добавочной массы позволяют варьировать общую массу в соответствии с индивидуальными характеристиками стрелка.

## Рукоятка
Одним из ключевых требований является запрет на продление опоры ребра ладони до лучевой кости. Рукоять может быть выполнена из дерева. Стрельба без рукояти  запрещена правилами соревнований.

## Магазин и патроны
Емкость магазина не должна превышать 5 патронов.
Согласно правилам соревнований стрельба производится патронами 22 калибра (5,6 мм).

## Натяжение спускового крючка
Натяжение спускового крючка, это то усилие, которое необходимо приложить для произведения выстрела.
По правилами соревнований натяжение спускового крючка  должно быть не менее 1000 граммов (1 килограмм), а верхняя граница не установлена.

## Примеры моделей стандартных пистолетов
- ИЖ-34\35
- Пистолет Марголина МЦ
- Walther SSP
- Walther SP22